# Kotiteollisuus
Kotiteollisuus (deutsch „Heimindustrie“) ist eine finnische Heavy-Metal-Band aus Lappeenranta.

## Geschichte
Die Band wurde 1991 gegründet und brachte zwei Jahre später unter dem Namen Hullu Ukko ja Kotiteollisuus ihre Debütsingle heraus. 1997 änderten sie ihren Bandnamen offiziell in die kürzere Fassung Kotiteollisuus.
Das Album „Helvetistä itään“ wurde 2004 mit Platin prämiert.
Im November 2006 erschien mit Iankaikkinen das achte Album der Band.

## Auszeichnungen
- 2003: Gewinner des Emma-Awards in der Kategorie „Best Metal Record“ (Helvetistä itään)
- 2005: Gewinner des Emma-Awards in der Kategorie „Best Metal DVD“ (Neljän tunnin urakka)

## Diskografie

### Alben
| Jahr | Titel                                         | Höchstplatzierung, Gesamtwochen, AuszeichnungChartsChartplatzierungen (Jahr, Titel, Platzierungen, Wochen, Auszeichnungen, Anmerkungen) | Anmerkungen                              |
| Jahr | Titel                                         | FI | Anmerkungen                              |
| ---- | --------------------------------------------- | --- | ---------------------------------------- |
| 2000 | Tomusta ja tuhkasta                           | FI39 (1 Wo.)FI |                                          |
| 2002 | Kuolleen kukan nimi                           | FI5 Gold · (7 Wo.)FI |                                          |
| 2003 | Helvetistä itään                              | FI1 Platin · (41 Wo.)FI |                                          |
| 2005 | 7                                             | FI1 Gold · (9 Wo.)FI | Erstveröffentlichung: 23. März 2005      |
| 2006 | Iankaikkinen                                  | FI2 Gold · (10 Wo.)FI | Erstveröffentlichung: 8. November 2006   |
| 2007 | Murheen mailla 1996–2007                      | FI7 Gold · (13 Wo.)FI | Erstveröffentlichung: 7. November 2008   |
| 2008 | Sotakoira                                     | FI1 Gold · (11 Wo.)FI | Erstveröffentlichung: 13. August 2008    |
| 2009 | Ukonhauta                                     | FI1 Gold · (11 Wo.)FI | Erstveröffentlichung: 18. Februar 2009   |
| 2014 | Murheen mailla II 2007 - 2014 + Sotakoira III | FI5 (7 Wo.)FI | Erstveröffentlichung: 17. Oktober 2014   |
| 2015 | Kruuna/klaava                                 | FI3 (9 Wo.)FI | Erstveröffentlichung: 10. April 2015     |
| 2016 | Vieraan vallan aurinko                        | FI2 (4 Wo.)FI | Erstveröffentlichung: 14. Oktober 2016   |
| 2018 | Valtatie 666                                  | FI1 (3 Wo.)FI | Erstveröffentlichung: 21. September 2018 |
| 2021 | Jumalattomat                                  | FI1 (3 Wo.)FI | Erstveröffentlichung: 14. Mai 2021       |

Weitere Alben
- Hullu ukko ja kotiteollisuus (1996)
- Aamen (1998)
- Eevan perintö (1999)
- Kotiteollisuus (2011, FI: Platin)
- Sotakoira II (2012)
- Maailmanloppu (2013, FI: Gold)

### Singles
| Jahr | Titel Album                               | Höchstplatzierung, Gesamtwochen, AuszeichnungChartsChartplatzierungen (Jahr, Titel, Album, Platzierungen, Wochen, Auszeichnungen, Anmerkungen) | Anmerkungen |
| Jahr | Titel Album                               | FI | Anmerkungen |
| ---- | ----------------------------------------- | --- | ----------- |
| 2001 | Yksinpuhelu –                             | FI19 (1 Wo.)FI |             |
| 2002 | Rakastaa / ei rakasta Kuolleen kukan nimi | FI3 (4 Wo.)FI |             |
| 2002 | Vuonna yksi ja kaksi Kuolleen kukan nimi  | FI5 (4 Wo.)FI |             |
| 2002 | +-0                                       | FI3 (11 Wo.)FI |             |
| 2003 | Routa ei lopu (on ilmoja pidelly) –       | FI8 (5 Wo.)FI |             |
| 2003 | Helvetistä itään                          | FI1 (9 Wo.)FI |             |
| 2003 | Minä olen Helvetistä itään                | FI2 (14 Wo.)FI |             |
| 2004 | Tämän taivaan alla Helvetistä itään       | FI4 (8 Wo.)FI |             |
| 2004 | Kultalusikka –                            | FI2 (7 Wo.)FI |             |
| 2005 | Vieraan sanomaa 7                         | FI2 (6 Wo.)FI |             |
| 2005 | Kaihola 7                                 | FI4 (3 Wo.)FI |             |
| 2006 | Vapaus johtaa kansaa –                    | FI1 (12 Wo.)FI |             |
| 2006 | Arkunnaula Iankaikkinen                   | FI1 (6 Wo.)FI |             |
| 2007 | Tuonelan koivut Iankaikkinen              | FI1 (4 Wo.)FI |             |
| 2007 | Kummitusjuna –                            | FI1 Gold · (16 Wo.)FI |             |
| 2008 | Kevät Sotakoira                           | FI17 (1 Wo.)FI |             |
| 2009 | Mahtisanat Ukonhauta                      | FI2 (3 Wo.)FI |             |

Weitere Singles
- Noitavasara (1996)
- Kuulohavaintoja (1997)
- Routa ei lopu (1998)
- Juoksu (1998)
- Eevan perintö (1999)
- Jos sanon (2000)
- Kädessäni (2000)
- Kalevan miekka (2011)
- Helvetti jäätyy (2014)

### Videoalben
- Neljän tunnin urakka (2005, FI: Platin)
- Tuuliajolla 2006  (2006)
- Itärintama 2003-2010 (2010)

### Musikvideos
- Routa ei lopu (1998)
- Kädessäni (2000)
- Jos sanon (2000)
- Rakastaa/ei rakasta (2002)
- Valtakunta (2002)
- Helvetistä itään (2003)
- Minä olen (2003)
- Tämän taivaan alla (2003)
- Kultalusikka (2004)
- Vieraan sanomaa (2005)
- Kaihola (Kurzfilm, 2005)
- Iankaikkinen (2006)
- Kummitusjuna (2007)
- Kevät (2008)
- Mahtisanat (2009)
- Raskaat veet (2011)
- Pappi puhuu (2011)
- Kone (2012)
- Yötä vasten (2013)
- Maailmanloppu (2013)